# 圣克里斯托旺宫
圣克里斯托旺宫(葡萄牙语：Paço de São Cristóvão；葡萄牙語發音：[ˈpasu dʒi sɐ̃w kɾiʃˈtɔvɐ̃w])是一座皇宫，位于巴西里约热内卢的美景公园（Quinta da Boa Vista）里。这里原为葡萄牙和巴西布拉干萨王朝君主的宫殿，直到1889年， 政变推翻佩德罗二世，建立第一共和国。临时政府的制宪会议在此召开，制定了1891年的第一共和国宪法。巴西國家博物館92.5%的藏品收藏于此。2018年9月2日的巴西国家博物馆火灾将其烧毁坍塌。

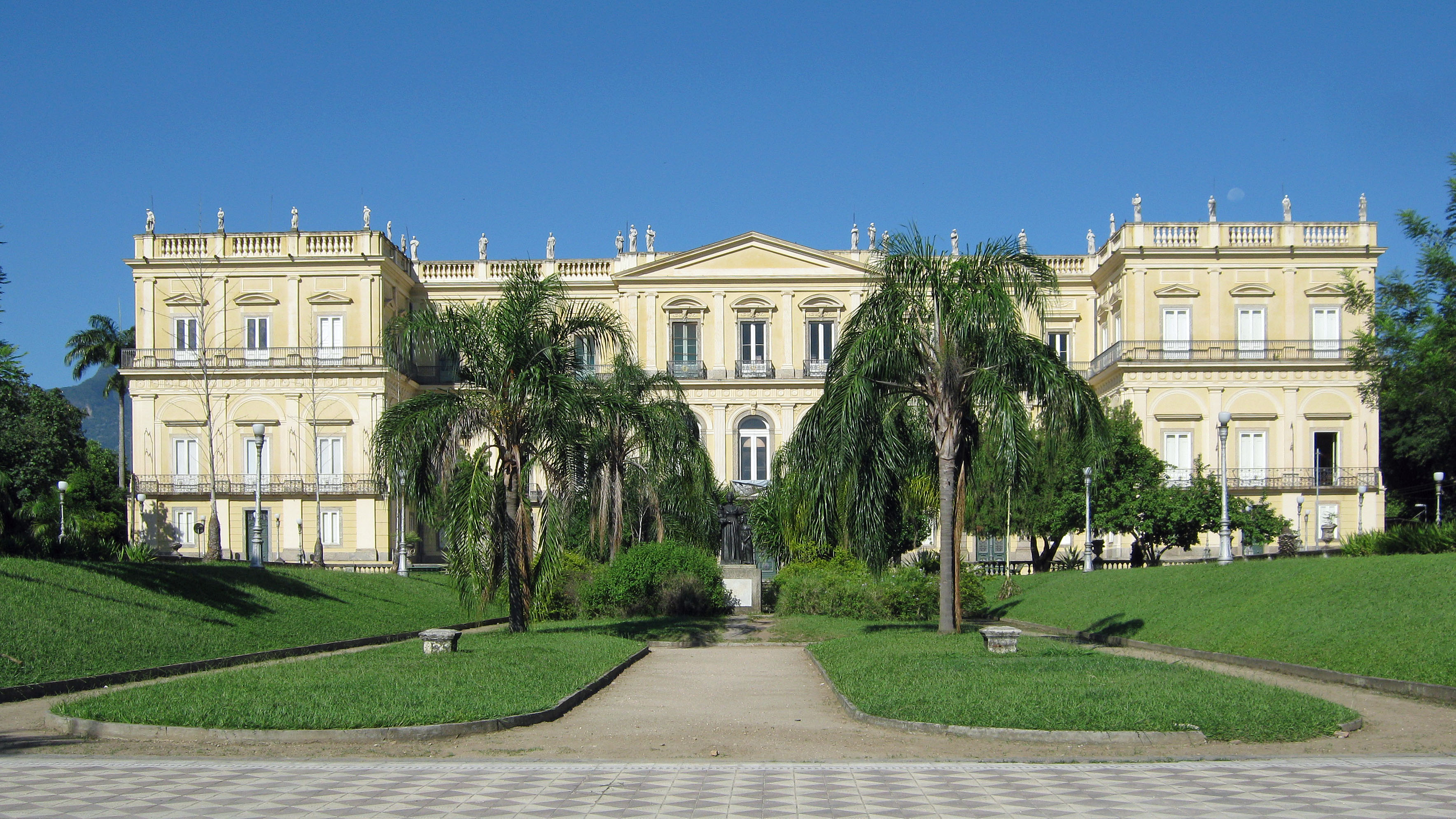
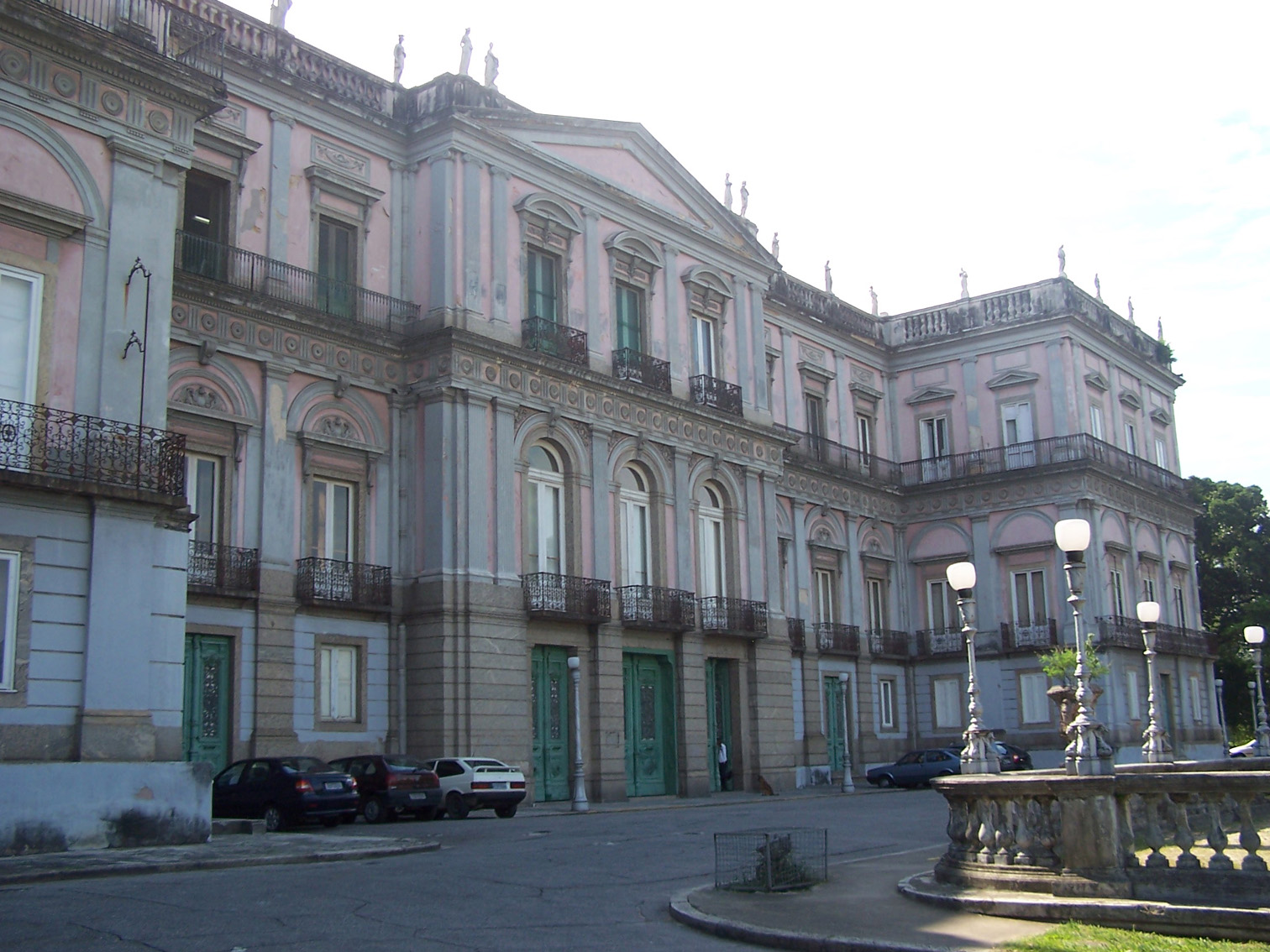
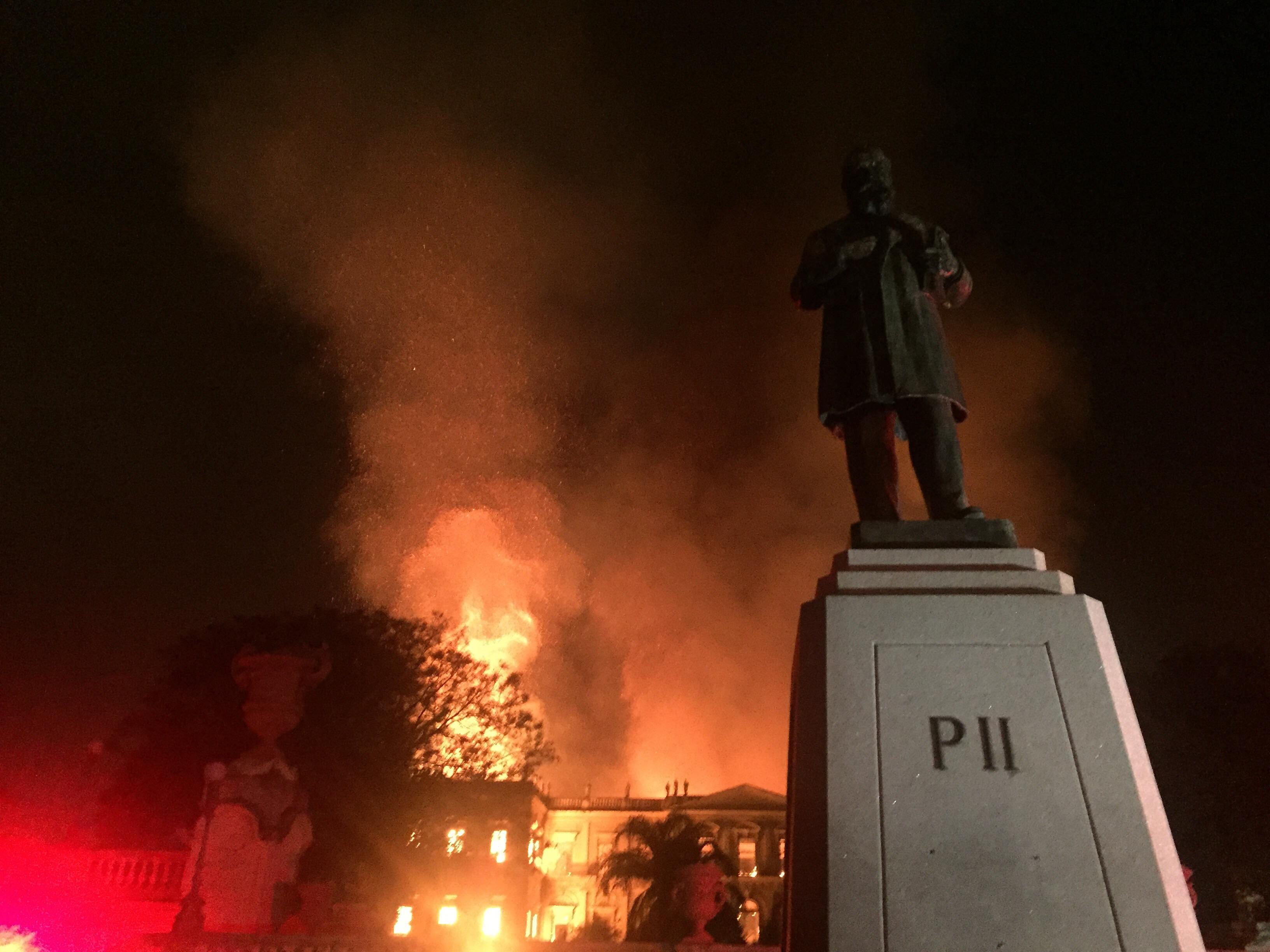
大火
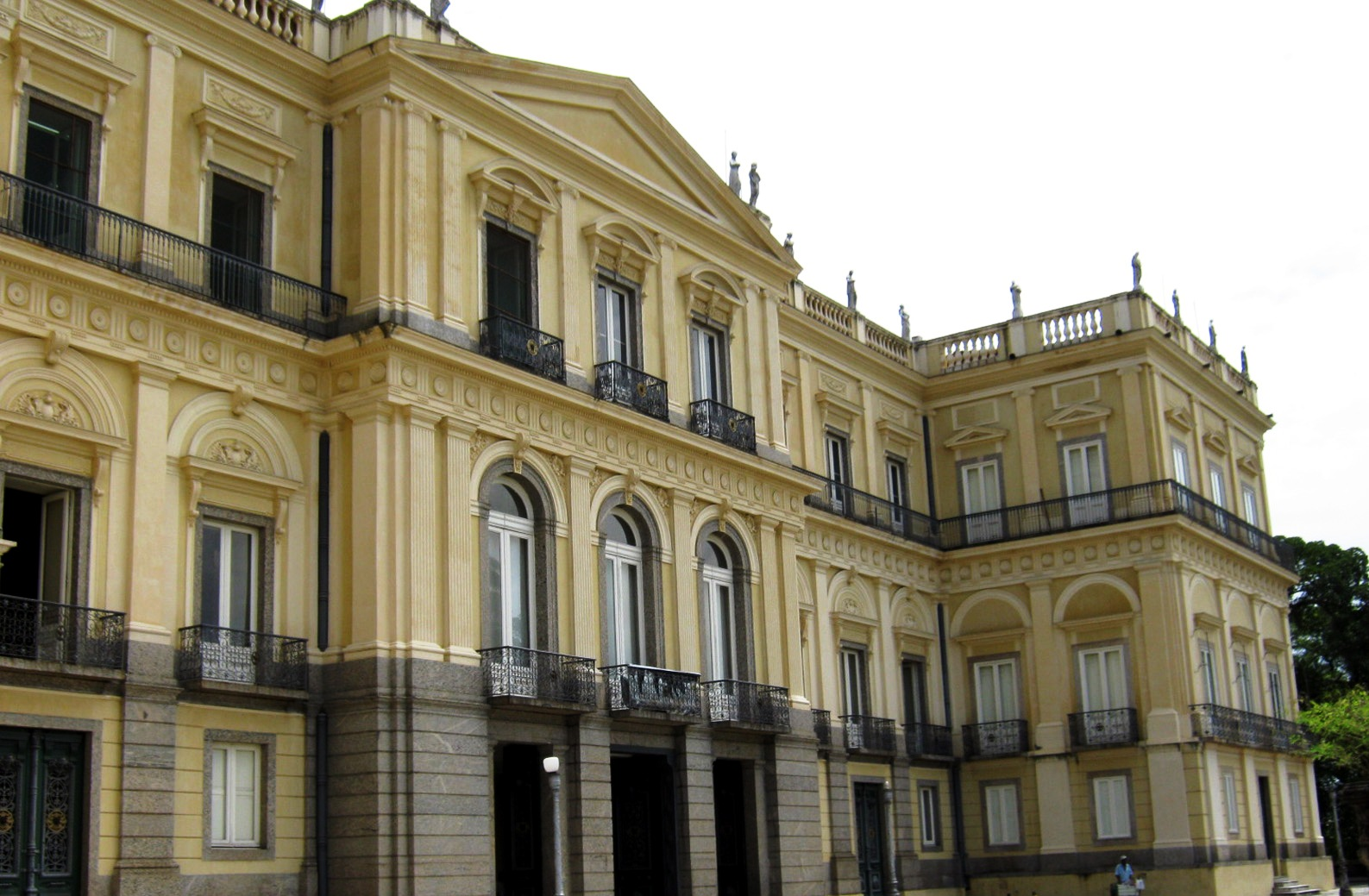
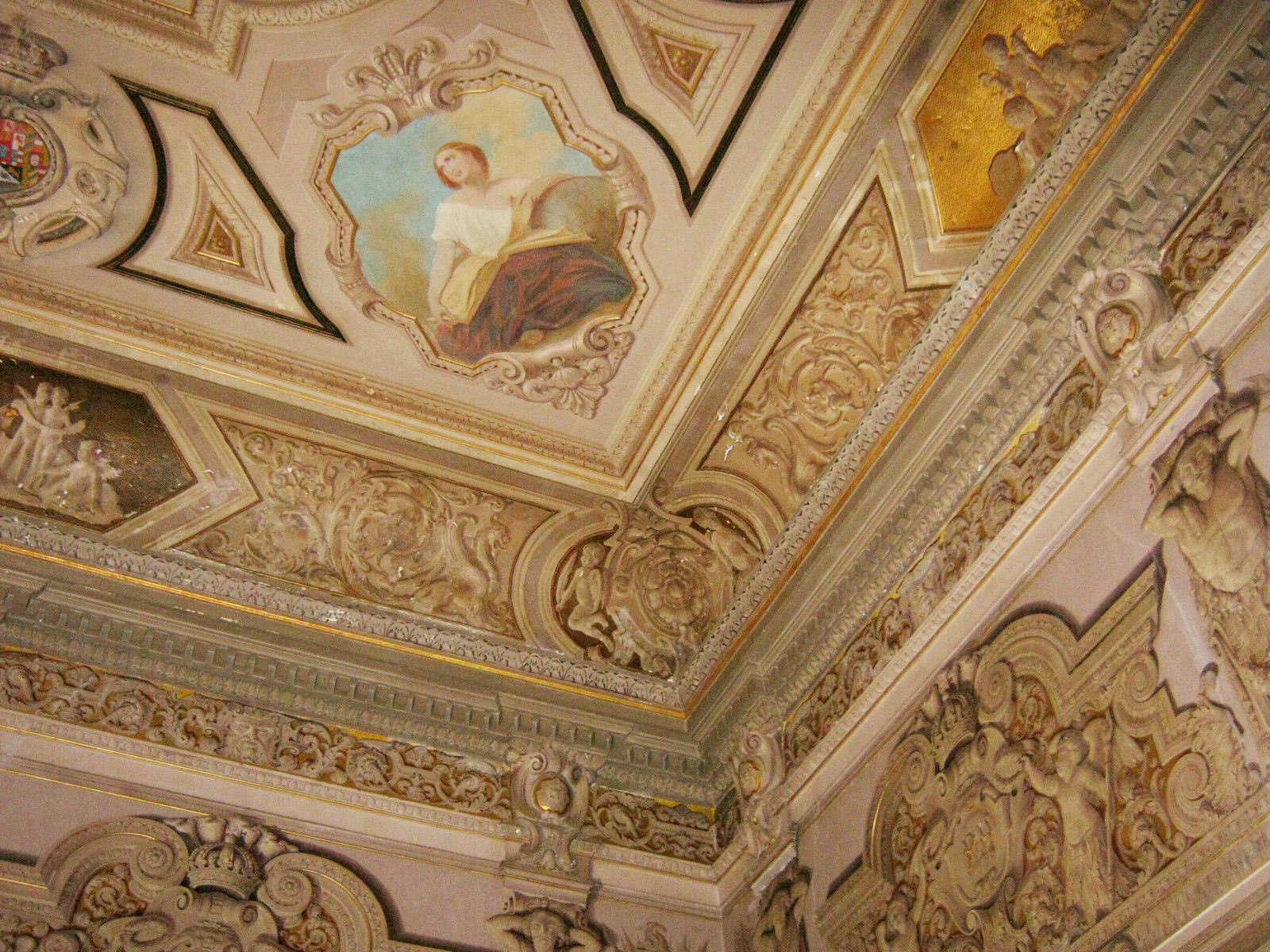
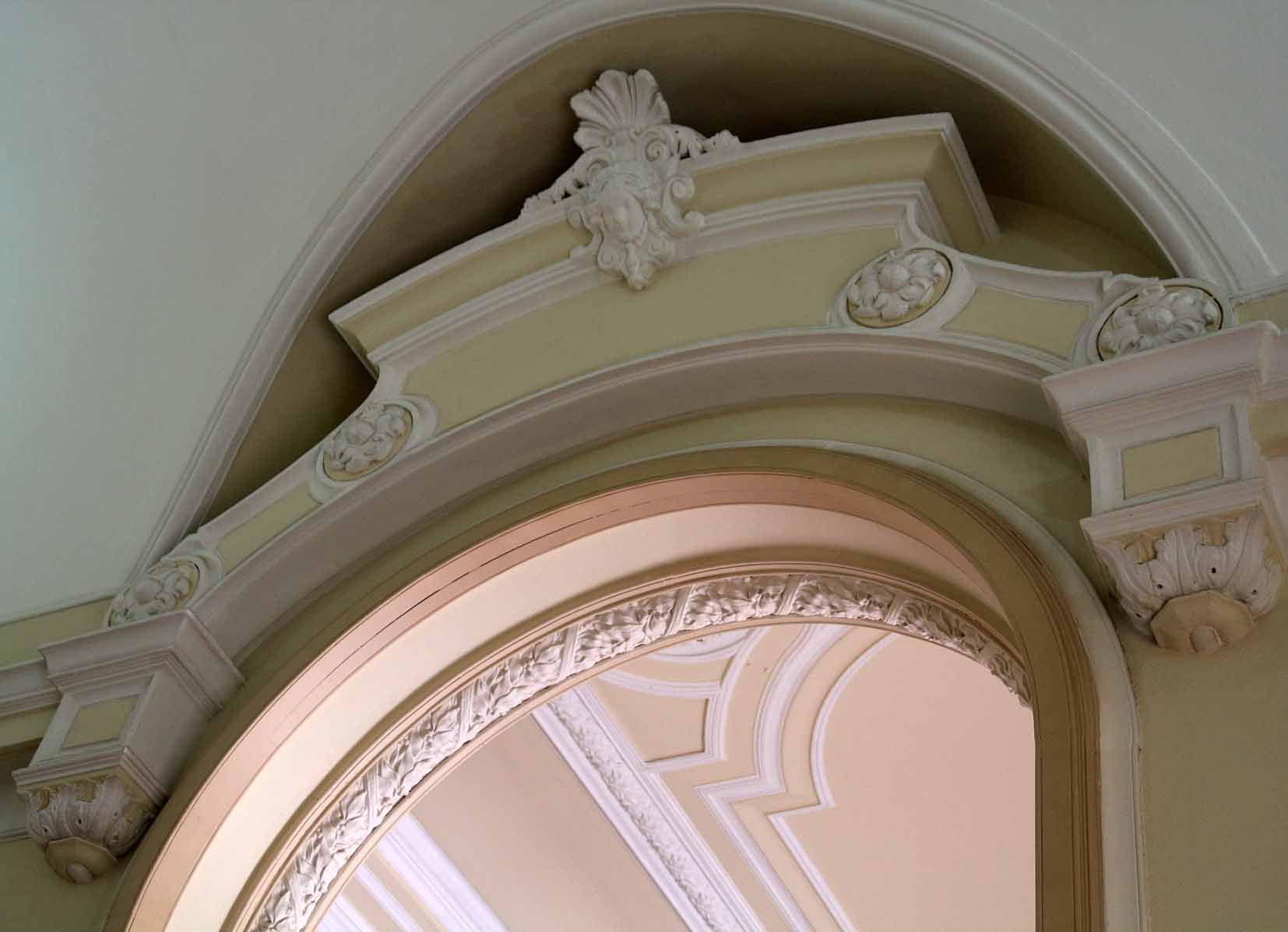
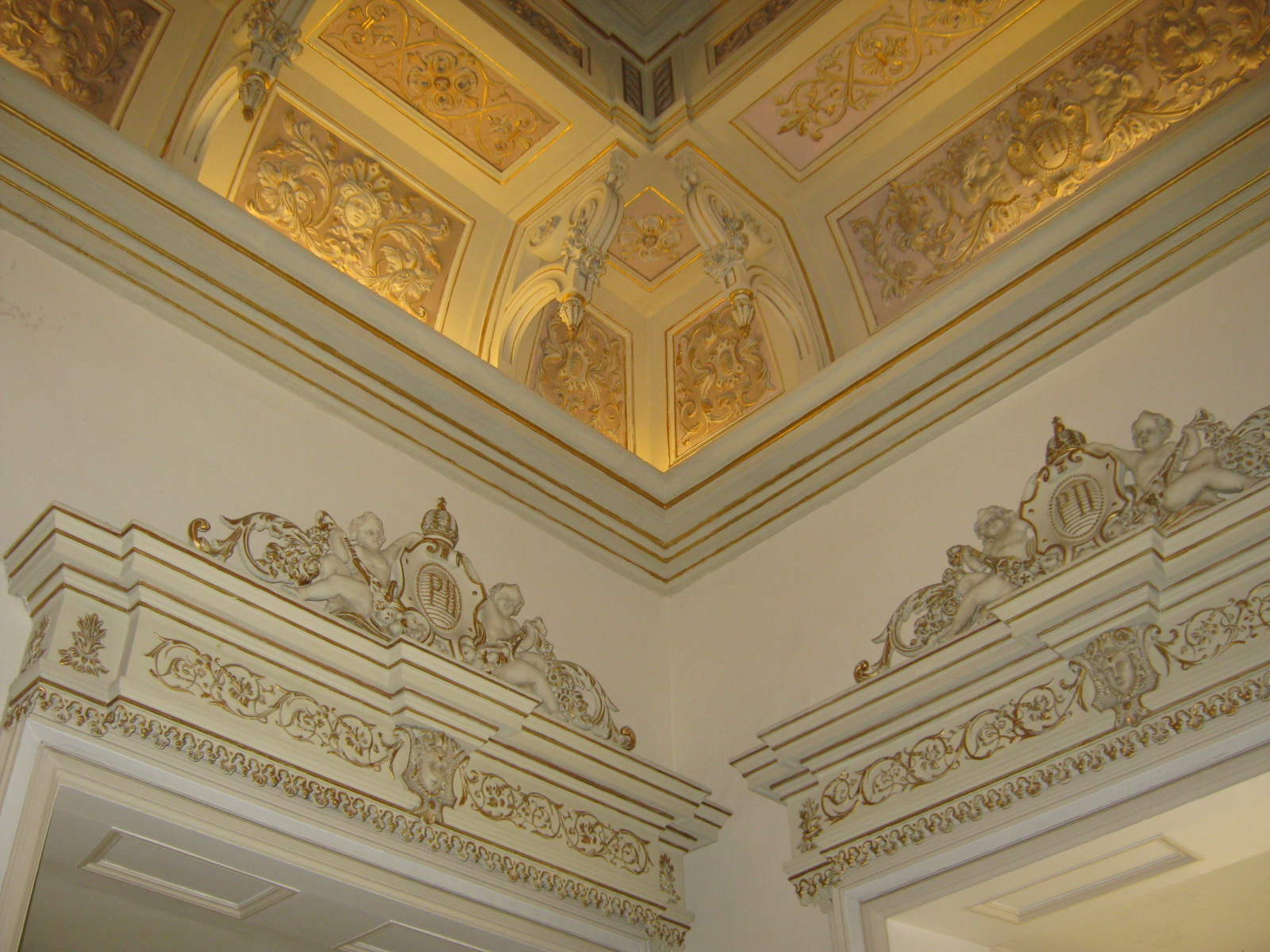